# Okole (Szczecinek)
Pour l’article homonyme, voir Okole.
Okole est une localité polonaise de la gmina mixte de Borne Sulinowo située dans le powiat de Szczecinek en voïvodie de Poméranie-Occidentale. Elle se trouve à environ 19 km au sud-ouest de Szczecinek et 131 km à l'est de la capitale régionale Szczecin.

## Géographie

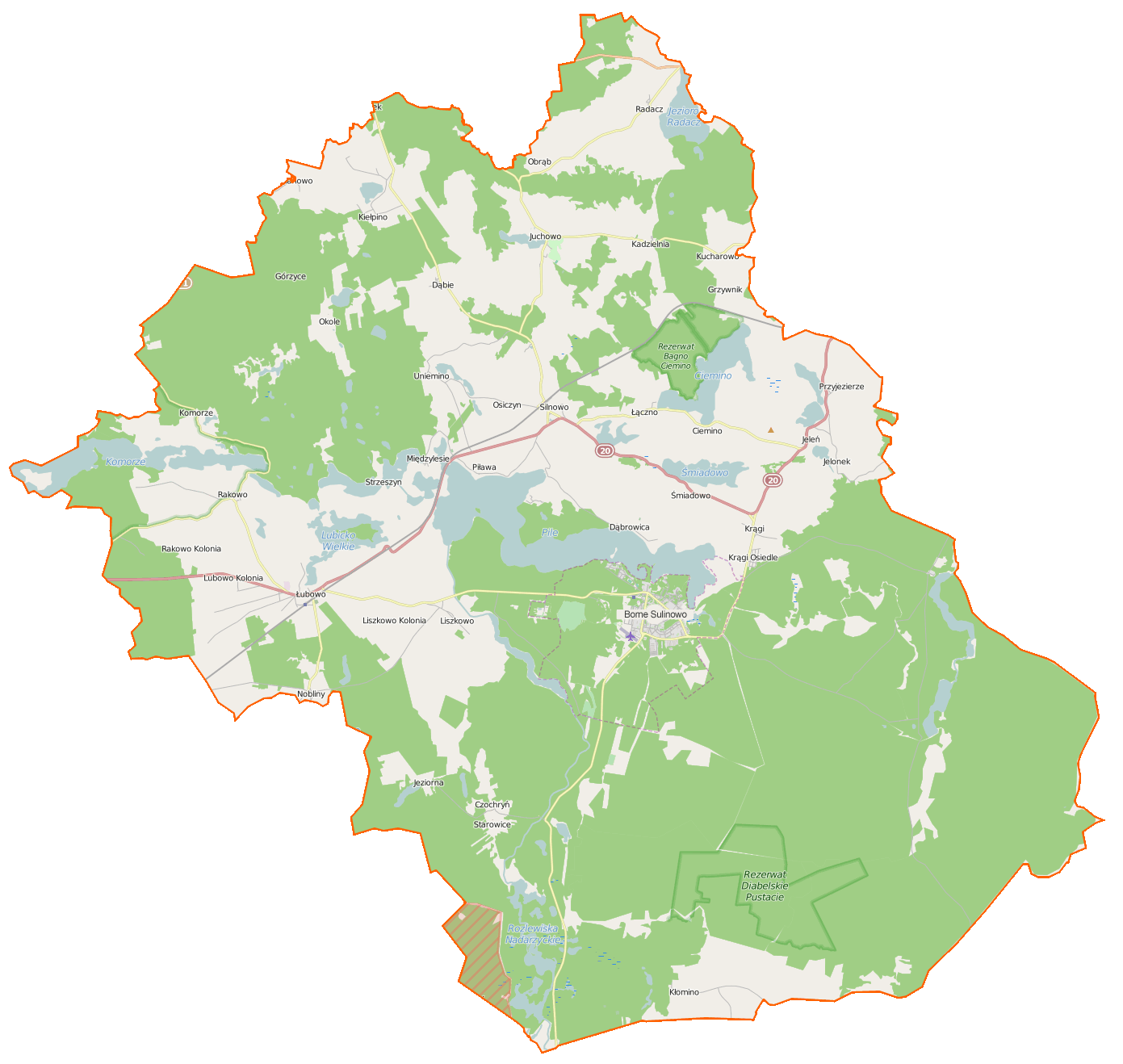
Carte de la gmina de Borne Sulinowo.

## Histoire
De 1725 à 1945, Wuckel fait partie de l'arrondissement de Neustettin dans le district de Köslin au sein de la province de Poméranie.